# Charles de Courson
Pour les articles homonymes, voir Courson.
Charles-Amédée du Buisson de Courson, dit Charles de Courson, né le 2 avril 1952 à Paris 16e, est un haut fonctionnaire et homme politique français.
Membre des Centristes, il est élu député dans la 5e circonscription de la Marne lors des élections législatives de 1993, puis réélu par la suite sept fois d'affilée. En 2025, il détient ainsi le record de longévité à l'Assemblée nationale parmi les élus toujours en fonction.
Siégeant d'abord, entre 1993 et 2018, au sein des groupes UDF puis UDI, il cofonde et devient membre du groupe parlementaire Libertés et territoires à partir de 2018. Son domaine d'expertise étant les finances publiques, il siège à la commission des Finances de l'Assemblée nationale. Le 20 juillet 2024, il est élu rapporteur général du budget.
Conseiller général puis départemental de la Marne depuis 1986, il a également été maire de Vanault-les-Dames pendant 31 ans, de 1986 à 2017.

## Biographie

### Famille

Blason de la famille du Buisson de Courson.

Charles-Amédée du Buisson de Courson naît le 2 avril 1952 dans le 16e arrondissement de Paris. Son père, Aymard de Courson, est résistant puis maire de Vanault-les-Dames de 1953 à 1985 et conseiller général de la Marne (élu par le canton d'Heiltz-le-Maurupt) de 1958 à 1985, sous l'étiquette du Mouvement républicain populaire (MRP).
Son grand-père paternel, Félix Marie Robert du Buisson de Courson, capitaine au 308e régiment d'infanterie, est mort pour la France le 7 novembre 1916 à Ablaincourt lors de la bataille de la Somme. Sa grand-mère paternelle, Germaine Charlotte Lhuillier, est morte en déportation le 29 mars 1945 à Bergen-Belsen.
Son grand-père maternel, Léonel de Moustier, est député du Doubs et l'un des 80 parlementaires à avoir refusé les pleins pouvoirs au maréchal Philippe Pétain en 1940. Il est incarcéré et déporté au camp de concentration de Neuengamme, où il meurt d’épuisement le 8 mars 1945.
Charles de Courson est à la fois descendant de Louis-Michel Lepeletier de Saint-Fargeau, qui vote pour l’exécution de Louis XVI,, et d'Éléonor François Élie de Moustier, farouche contre-révolutionnaire. Il est le neveu de Guillaume de Courson, résistant et maire de L'Hermitière (Orne) de 1945 à 1994.

### Formation et parcours professionnel
Il est diplomé de l'École supérieure des sciences économiques et commerciales (ESSEC) puis admis à l'École nationale d'administration (ENA), promotion Michel de L'Hospital (1977-1979). En 1979, il entre à la Cour des comptes en tant qu'auditeur ; il sera nommé conseiller référendaire en septembre 1983. De 1984 à 1985, il devient adjoint au chef du bureau D4 à la direction du Budget. Lors de la première cohabitation, il est conseiller technique, puis directeur-adjoint, au cabinet du ministre de l'Industrie Alain Madelin.
Il a également servi en tant qu'officier de réserve dans l'Armée de terre.

### Carrière politique
En 1986, il fait ses premiers pas en politique en succédant à son père à la mairie de Vanault-les-Dames, ainsi qu'au conseil général de la Marne, élu du canton d'Heiltz-le-Maurupt. Il est élu député de la cinquième circonscription de la Marne en 1993 face au député sortant (PS) Jean-Pierre Bouquet.
Son domaine d'expertise étant les finances publiques,, il siège à la commission des Finances de l'Assemblée nationale[Depuis quand ?].
Dans les années 1990, il défend la politique du département de la Marne consistant à baisser drastiquement le montant de la vignette automobile pour attirer les immatriculations,.
Charles de Courson est réélu député en 2002 dès le premier tour avec 50,89 % des voix, notamment face à Jean-Pierre Bouquet, ancien député-maire de Vitry-le-François. Il fait partie du groupe UDF. Durant la XIIe législature, il s’implique particulièrement en faveur des biocarburants, notamment créés à partir de betterave dont la Marne est un important producteur, et du transport aérien, dont il dénonce en 2003 « l’illusion des mesures de sécurité ». Il s’oppose en 2006 à la taxe de solidarité sur les billets d'avion. La même année, il fait partie des onze députés UDF qui votent la motion de censure déposée par la gauche contre le gouvernement Dominique de Villepin.
Il fait partie des auteurs du programme « social-libéral » de François Bayrou, qu’il soutient pour l’élection présidentielle de 2007. À la suite du premier tour au cours duquel François Bayrou arrive troisième, il se montre favorable à la création d’un parti démocrate et annonce dans un entretien à Libération qu’il votera blanc au second tour. Il apporte finalement son appui à la candidature de Nicolas Sarkozy au second tour. Il est ensuite désigné trésorier du Nouveau Centre au sein de l'organisation provisoire de ce parti créé au lendemain de l'élection de Nicolas Sarkozy. Le 10 juin 2007, il est une nouvelle fois réélu au premier tour, avec cette fois-ci près de 61,2 % des suffrages ; il porte l’étiquette « majorité présidentielle ». En juillet 2007, il propose un amendement au projet de bouclier fiscal pour exclure la CSG et la RDS de son champ d'application. Adopté en commission des finances, l'amendement proposé est finalement rejeté. Cependant, cela crée des remous dans la nouvelle majorité présidentielle et provoque la colère des instances dirigeantes de l'UMP. En janvier 2012, il signe un texte s’opposant au mariage homosexuel avec 173 parlementaires de droite ; il propose plutôt un pacte d'union civile, tel qu'en Espagne.
Pour l’élection présidentielle de 2012, il intègre l’équipe de campagne d’Hervé Morin, chef de file du Nouveau Centre, qui se retire finalement au profit de Nicolas Sarkozy. Aux élections législatives de la même année, il arrive largement en tête du premier tour avec 47,69 %, dans une circonscription remodelée. Au second tour, il bat la socialiste Marianne Dorémus avec 65,79 % des voix. Au mois de juillet, il dépose un amendement dont le but est de soumettre à l’impôt la partie de l’indemnité représentative de frais de mandat non utilisée à des fins professionnelles. La proposition, qui n'est soutenue à l’Assemblée que par le groupe UDI, est rejetée.
Il soutient Alain Juppé pour la primaire présidentielle des Républicains de 2016. Après la désignation de François Fillon, il intègre l'équipe de campagne de ce candidat.
Il fait partie de la direction des Centristes, à la suite de la fusion du Nouveau Centre et des « Bâtisseurs de l'UDI » en décembre 2016. Il est l'un des cofondateurs du mouvement Territoires ! d'Hervé Morin.
Fin octobre 2017, il relaie à l'Assemblée nationale, avec des députés LR, un amendement portant sur la fiscalité des entrepôts fourni par le Medef et la Confédération des petites et moyennes entreprises,. Il quitte le groupe UDI, Agir et indépendants en octobre 2018 pour cofonder le groupe Libertés et territoires. En vue de l'élection présidentielle de 2022, il intègre l'équipe de campagne de la candidate LR Valérie Pécresse. Après sa réélection en 2022, il détient le record de longévité à l'Assemblée nationale parmi les élus toujours en fonction.

#### Rapporteur du budget de l'Assemblée nationale (depuis 2024)
Charles de Courson est réélu lors des élections législatives de 2024. Au soir du premier tour, il arrive en deuxième position, derrière le candidat du RN Thierry Besson (42,6 % des voix contre 46,9 %) ; il est réélu au second tour avec un écart de seulement 446 voix,. Après sa réélection, il est choisi par la commission des Finances de l'Assemblée nationale pour être rapporteur général du budget le 20 juillet 2024, grâce aux voix de la gauche et au bénéfice de l'âge, devenant le premier élu issu de l'opposition à siéger à ce poste, habituellement attribué à un élu soutenant l'exécutif,. Cette situation inédite lui vaut d'être contesté par les députés macronistes membres de la commission des finances, qui estiment que ce poste est dévolu à un député favorable au gouvernement en place, affirmation qu'il rejette.
Il refuse dans le même temps d'entrer dans le gouvernement de Michel Barnier. Ses débuts en tant que rapporteur sont marqués par le refus de Matignon,, et de Bercy, de lui fournir, ainsi qu'à Éric Coquerel, les lettres-plafonds du projet du budget de l'année 2025. Il juge également impossible l'objectif de passer sous le seuil des 3% de déficit d'ici 2027 au vu de la situation budgétaire de la France.

## Prises de position
D'après Éric Mension-Rigau, Charles de Courson est « connu pour la véhémence de certaines de ses interventions qui l'ont fait surnommer par les médias le « moine-soldat de l'Assemblée nationale ». Son indépendance d'esprit, sa fine connaissance des finances publiques, son sens de l'intérêt public et son intransigeance à toute épreuve contre les dépenses superflues lui valent le respect de l'ensemble de la classe politique ». Il a reçu le prix de l’éthique de la part d’Anticor pour son engagement en faveur de la transparence sur l’usage des indemnités des élus. Selon Catherine Nay, il associe une intransigeance certaine et une grande courtoisie pour ses collègues députés, y compris du bord opposé.
Il s'oppose à la légalisation du mariage homosexuel en proposant un pacte d'union civile et est favorable à une diminution du nombre de fonctionnaires. Il milite également en faveur d'une stricte rigueur budgétaire.
En 2013, dans le cadre d'une réforme des retraites, il cosigne un amendement de son groupe politique prévoyant un passage progressif de l'âge légal de départ à la retraite à 65 ans,. Cette position sera rappelée dix ans plus tard, lorsqu'il s'opposera au report de l'âge légal à 64 ans. Les partisans de cette dernière réforme rappelleront également que Charles de Courson a soutenu en 2022 la candidature présidentielle de Valérie Pécresse, dont le programme prévoyait un report de l'âge légal à 65 ans.
Il s'oppose en 2016 au projet de déchéance de nationalité visant les binationaux : « Il ne faut pas diviser l’unité de la nation. On ne peut pas accepter qu’il y ait plusieurs catégories de Français ».
En mars 2017, il propose d’augmenter la rémunération des députés de 5 600 euros à 9 000 euros net par mois « pour leur assurer une vie décente ».
En janvier 2019, il fait partie des opposants les plus virulents à la « Loi anti-casseurs » portée par le gouvernement LREM et le ministre Christophe Castaner, comparant même les dérives de cette loi et son atteinte à l'état de droit à celles du régime de Vichy, évoquant le cas de son grand-père Léonel de Moustier, député ayant refusé le vote des pleins pouvoirs constituants à Philippe Pétain, mort en déportation au camp de Neuengamme et de son père, Aymard de Courson, opposant à ce régime durant la Seconde Guerre mondiale,.
En février 2022, il reproche à la politique du président de la République Emmanuel Macron « son absence totale de dimension sociale » tout en se déclarant « suffoqué par l’obéissance aveugle et l’absence de conviction des députés de la majorité ». Il critique également Éric Zemmour, en lequel il voit un « faussaire » pour ses prises de position sur le régime de Vichy.
En mars 2023, après la décision de la Première ministre Élisabeth Borne de mettre en application l'article 49.3 afin de permettre le passage de la loi portant sur la réforme des retraites, malgré le mouvement social contre la réforme des retraites en France de 2023, Charles de Courson évoque un déni de démocratie et déclare devant des journalistes : « C'est inadmissible d'utiliser un 49.3 et de mettre le feu au pays... ». Il annonce dans le même temps le dépôt d'une motion de censure transpartisane au nom du groupe LIOT, auquel il est inscrit, et explique que des signatures assez diverses s'ajouteront à cette demande, « allant des Républicains aux socialistes et aux écologistes ».
Avec le groupe LIOT, il dépose aussi une proposition de loi pour abroger la réforme des retraites promulguée en avril par Emmanuel Macron et organiser « la tenue d'une conférence de financement du système des retraites ». Ce texte n'aurait besoin que d'une majorité simple pour être approuvé, contrairement à une motion de censure qui requiert une majorité absolue : les abstentions comptant, la marche est jugée moins haute. La gauche et le Rassemblement national indiquent que leurs députés pourraient le voter. L'objectif est de séduire des députés LR, compte tenu du fait « qu'il ne reste plus grand-chose de l'accord qu’ils avaient passé avec le gouvernement dans le texte validé par le Conseil constitutionnel ».

## Conduite sur route
En 2002, Charles de Courson admet s'être fait « retirer trois points » de son permis de conduire « à trois reprises en dix ans, ayant subi auparavant une suspension de huit jours ». En septembre 2003, il est condamné à un mois de suspension de permis et 500 euros d'amende après avoir été contrôlé à 108 km/h au lieu de 50 km/h. En 2010, il est contrôlé à 141 km/h sur une route limitée à 90 km/h, ce qui lui vaut un retrait de permis,.
Charles de Courson aurait « totalement assumé » les faits, expliquant qu'il circulait à vive allure au sortir, en retard, d'une réunion du Centre départemental d'incendie et de secours et se rendant à une autre réunion. Il aurait même précisé au tribunal : « Vous savez ce que disent les humoristes, les parlementaires ne travaillent que le week-end ».

## Synthèse des mandats
- 15 janvier 1986 - 14 octobre 2017 : maire de Vanault-les-Dames (Marne)
- depuis le 27 janvier 1986 : membre du conseil général puis départemental de la Marne
- 3 octobre 1988 - 30 mars 2015  : vice-président du conseil général de la Marne
- 23 mars 1992 - 17 avril 1993 puis 29 mars 2004 - 4 janvier 2005 : membre du conseil régional de Champagne-Ardenne
- depuis le 2 avril 1993 : député de la Marne

## Synthèse des résultats électoraux

### Élections cantonales puis départementales
| Année | Parti et coalition | Parti et coalition | Nuance            | Binôme             | Canton            | 1er tour | 1er tour | 1er tour | 2d tour             | 2d tour             | 2d tour             |
| Année | Parti et coalition | Parti et coalition | Nuance            | Binôme             | Canton            | Voix     | %        | Rang     | Voix                | %                   | Issue               |
| ----- | ------------------ | ------------------ | ----------------- | ------------------ | ----------------- | -------- | -------- | -------- | ------------------- | ------------------- | ------------------- |
| 1988  |                    | CDS (UDF)          | UDF               | Aucun              | Heiltz-le-Maurupt | 1 371    | 65,35    | 1er      | Élu au premier tour | Élu au premier tour | Élu au premier tour |
| 1994  | 1 262              | CDS (UDF)          | UDF               | Aucun              | Heiltz-le-Maurupt | 65,69    | 1er      |          | Élu au premier tour | Élu au premier tour | Élu au premier tour |
| 2001  | UDF                | 1 686              | UDF               | Aucun              | Heiltz-le-Maurupt | 75,20    | 1er      |          | Élu au premier tour | Élu au premier tour | Élu au premier tour |
| 2008  |                    | NC                 | M-NC              | Aucun              | Heiltz-le-Maurupt | 1 789    | 80,55    | 1er      | Élu au premier tour | Élu au premier tour | Élu au premier tour |
| 2015  | LC (UDI)           | DVD                | Florence Loiselet | Sermaize-les-Bains | 3 849             | 46,35    | 1er      | 4 835    | 58,86               | Élu                 |                     |
| 2021  | LC                 | UCD                | Florence Loiselet | Sermaize-les-Bains | 3 405             | 62,32    | 1er      | 3 691    | 72,70               | Élu                 |                     |

### Élections législatives
| Année | Parti et coalition | Parti et coalition | Nuance | Circonscription | 1er tour | 1er tour | 1er tour            | 2d tour             | 2d tour             | 2d tour             | 2d tour |
| Année | Parti et coalition | Parti et coalition | Nuance | Circonscription | Voix     | %        | Rang                | Voix                | %                   | Rang                | Issue   |
| ----- | ------------------ | ------------------ | ------ | --------------- | -------- | -------- | ------------------- | ------------------- | ------------------- | ------------------- | ------- |
| 1993  |                    | CDS (UDF)          | UDF    | 5e de la Marne  | 17 792   | 43,05    | 1er                 | 23 361              | 55,71               | 1er                 | Élu     |
| 1997  | FD (UDF)           | 14 951             | UDF    | 5e de la Marne  | 36,43    | 1er      | 20 918              | 46,76               | 1er                 | Élu                 |         |
| 2002  | UDF                | 20 152             | UDF    | 5e de la Marne  | 50,89    | 1er      | Élu au premier tour | Élu au premier tour | Élu au premier tour | Élu au premier tour |         |
| 2007  |                    | NC                 | MAJ    | 5e de la Marne  | 22 441   | 61,19    | Élu au premier tour | Élu au premier tour | Élu au premier tour | Élu au premier tour | 1er     |
| 2012  | NCE                | NC                 | 22 051 | 5e de la Marne  | 47,69    | 1er      | 28 219              | 65,79               | 1er                 | Élu                 |         |
| 2017  | LC (UDI)           | UDI                | 16 631 | 5e de la Marne  | 42,93    | 1er      | 24 074              | 71,57               | 1er                 | Élu                 |         |
| 2022  | LC                 | DVD                | 16 329 | 5e de la Marne  | 44,54    | 1er      | 21 325              | 63,03               | 1er                 | Élu                 |         |
| 2024  | LC                 | DVC                | 21 751 | 5e de la Marne  | 42,66    | 2e       | 26 393              | 50,43               | 1er                 | Élu                 |         |